# Thamirstadion
Het Thamir Stadion is een multifunctioneel stadion in Al Salmiya, Koeweit. Het wordt vooral gebruikt als thuisstadion van de voetbalclub Al-Salmiya SC. Het heeft een capaciteit van 14.000 bezoekers.